# Jane Moore
Pour les articles homonymes, voir Moore.
Jane Moore est une actrice américaine.
Elle est surtout connue pour son rôle de Mme Danburry dans le film de Peter Weir (Le Cercle des poètes disparus) sorti en 1989.

## Filmographie

### Cinéma
- 1987 : Mannequin : Tina
- 1989 : Le Cercle des poètes disparus (Dead Poets Society) : Mme Danburry
- 1993 : Philadelphia : Lydia Glines
- 1995 : A Feast at Midnight : 2e couple allemand